# Nyctanassa
Nyctanassa — род птиц семейства цаплевых из Северной и Южной Америки, особенно (но не исключительно) тёплых прибрежных районов. В роде один ныне живущий и один недавно вымерший вид. Ранее их включали в род Nycticorax.
Название происходит от др.-греч. νύξ «ночь» и «леди» или «королева». Подразумевались ночной образ жизни желтоголовой кваквы и её красота.

## Виды
- Nyctanassa violacea — Желтоголовая кваква
- † Бермудская кваква (Nyctanassa carcinocatactes)